# Сьерра-Невада (США)
Сье́рра-Нева́да (исп. Sierra Nevada — «заснеженные горы») — горный хребет в западном поясе Кордильер в Северной Америке, проходящий почти через всю восточную часть штата Калифорния. Название хребта имеет испанское происхождение, буквально означающее «снежные горы» — так их назвал отец Педро Фонт (исп. Padre Pedro Font) во время второго путешествия Хуана Баутисты де Анса в 1776 году.

## География
Хребет Сьерра-Невада протянулся на 750 км вдоль западного побережья США, от перевала Фредоньер (англ. Fredonyer Pass) на севере до перевала Техачапи (англ. Tehachapi Pass) на юге. На западе он ограничен Калифорнийской долиной, на востоке Большим Бассейном.
В поперечном сечении Сьерра-Невада имеет очертания неравностороннего треугольника: с запада на восток высота гор увеличивается постепенно, а за гребнем быстро уменьшается, формируя крутой откос. Таким образом, гребень хребта пролегает в его восточной части. Реки, стекающие по западному склону, в конечном счёте стекают в Тихий океан. Некоторые реки восточного склона, например река Оуэнс, по акведуку перенаправляются и питают город Лос-Анджелес, таким образом также попадая в Тихий океан.
Среди достопримечательностей хребта можно отметить следующие:
- Озеро Тахо — большое пресноводное озеро в северной части Сьерры-Невады, на высоте 1897 м над уровнем моря. Площадь озера 489 км².
- Долина Хетч-Хетчи, каньон Кингс (Kings Canyon), каньон Керн (Kern Canyon) — известные каньоны с красивыми пейзажами в западной части Сьерра-Невада.
- Национальный парк Йосемити.
- Гора Уитни высотой 4421 м над уровнем моря — самая высокая точка хребта Сьерра-Невада.
- Рощи секвойядендрона, или мамонтовых деревьев на узкой полосе западного склона Сьерра-Невады, в том числе расположенные в Национальном парке «Секвойя». Это самые массивные деревья в мире — объёмом до 1500 м³ древесины.

Высота гор постепенно увеличивается с севера на юг. В промежутке между перевалом Фредоньер и озером Тахо высота вершин варьирует от 1500 до 2400 м над уровнем моря. Гребень хребта возле озера Тахо достигает 2700 м, с несколькими утёсами, такими как гора Роуз (Mount Rose, 3285 м); в районе Йосемитского национального парка повышается приблизительно до 4000 м. И достигает своего пика на горе Уитни (4421 м). Далее на юг высота постепенно уменьшается, хотя и там есть несколько крупных вершин, таких как пик Флоренс (Florence Peak, 3,781 м) и пик Оланча (Olancha Peak, 3695 м). Далее до озера Изабелла высота держится на уровне 3000 м, после чего снижается до 2500 м над уровнем моря.

## Геология
Геологическая история Сьерра-Невады начинается приблизительно 150 млн лет назад, во времена Юрского периода. В то время островная дуга столкнулась с западным побережьем Северной Америки и сформировала горную цепь — этот процесс в геологии известен под названием «Неваданская Орогения» (Nevadan orogeny). В результате этого процесса появились метаморфические горные породы (то есть породы, образовавшиеся из магматических или осадочных пород в результате метаморфизма). Приблизительно в это же время зона субдукции начала формироваться на краю континента, то есть Тихоокеанская тектоническая плита стала пододвигаться под Северо-Американскую плиту. Магма плавящейся океанской плиты создала на глубине интрузии гранита. Эти интрузии формировались несколько раз, в промежутке между 115 и 87 млн лет назад. 65 млн лет назад будущая Сьерра-Невада была опущена до высоты низкогорья в несколько тысяч футов.
Приблизительно 25 млн лет назад, Сьерра-Невада начала повышаться и смещаться на запад. Реки стали вырезать глубокие каньоны по обоим склонам гор. Климат Земли охладился, и 2,5 млн лет назад начался ледниковый период. По всей длине Сьерра-Невада ледники начали вырезать характерные U-образные каньоны. Совокупность деятельности рек и ледниковой эрозии вывела на поверхность ранее находящиеся на глубине гранитные интрузии, оставляя на вершинах гор только остатки метаморфических пород. Эти древние интрузии известны как «батолиты Сьерра-Невады»
Подъём Сьерра-Невады продолжается и сейчас, особенно на её восточной стороне. Этот подъём вызывает крупные землетрясения вроде случившегося в 1872 году в Калифорнии с магнитудой 7,8.

## Флора и фауна

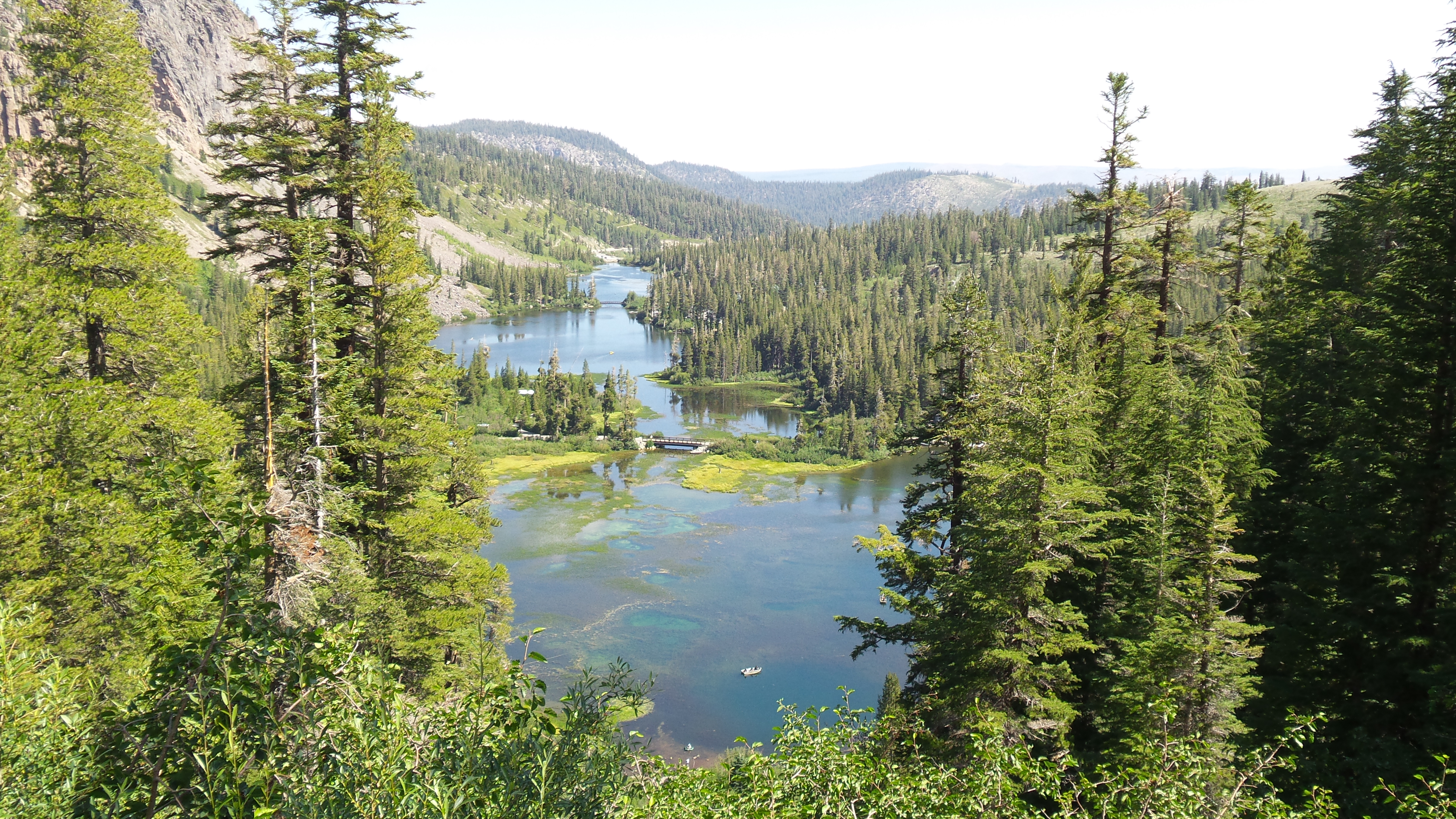
Мамонтовы озера (Mammoth Lakes), Сьерра-Невада

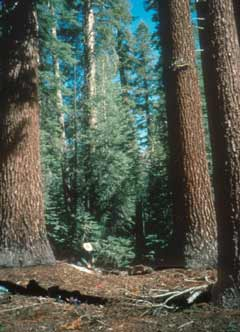
Верхний горный лес Сьерра-Невады

Сьерра-Невада разделена на несколько биологических поясов:
- Сосновые и можжевеловые леса на восточном склоне, высота 1500—2100 м

Виды: сосновая сойка (Gymnorhinus cyanocephalus), толсторог (Ovis canadensis)
- Нижние горные леса, зап. склон — 1000—2100 м; вост. склон — 2100—2600 м.

Виды: сосна жёлтая (Pinus ponderosa), сосна Жеффрея (Pinus jeffreyi), дуб Келлога (Quercus kelloggii), калоцедрус (Calocedrus), секвойядендрон (Sequoiadendron giganteum), орегонский юнко (Junco hyemalis), горная гаичка (Poecile gambeli), западная серая белка (Sciurus griseus), чернохвостый олень (Odocoileus hemionus), барибал (Ursus americanus)
- Верхние горные леса, зап. склон — 2100—2700 м; вост. склон — 2600—3100 м.

Виды: сосна скрученная широкохвойная (Pinus contorta), пихта великолепная (Abies magnifica), тсуга горная (Tsuga mertensiana), можжевельник западный (Juniperus occidentalis), дрозд-отшельник (Catharus guttatus), тетерев Centrocercus minimus, ястребиная сова, золотистый суслик (Callospermophilus lateralis), американская куница (Martes americana)
- Субальпийский лес, зап. склон — 2700—3100 м; вост. склон — 3100—3500 м.

Виды: сосна белокорая (Pinus albicaulis), сосна Бальфура (Pinus balfouriana), североамериканская ореховка (Nucifraga columbiana)
- Альпийские луга, зап. склон выше 3100 м; вост. склон — выше 3500 м.

Виды: синюха клейкая (Polemonium viscosum), пищухи (Ochotona), золотистый суслик (Callospermophilus lateralis), желтобрюхий сурок (Marmota flaviventris), толсторог (Ovis canadensis)

## История

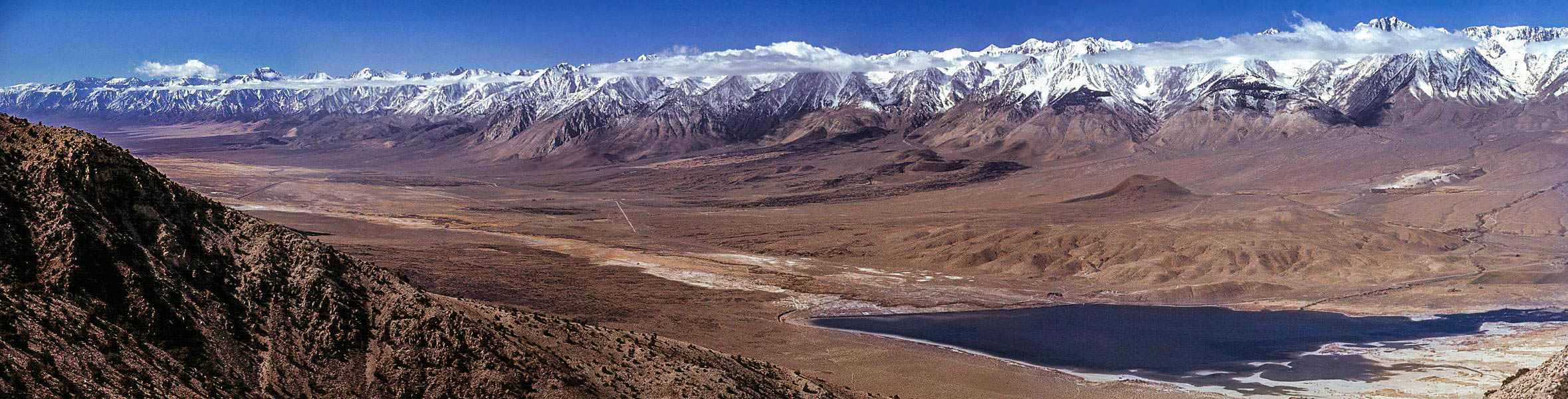
Долина Оуэнс и горы Сьерра-Невада

Первыми известными поселенцами в этих горах были индейские племена Пайют (англ. Paiute) на восточном склоне и Сьерра-Мивок (англ. Sierra Miwok) на западном. В настоящее время ущелья усыпаны массами наконечников стрел из обсидиана (магматической горной породы, аморфной стекловидной массы), которые относятся ко временам торговли между племенами. Между этими племенами также существовало соперничество за территорию, выражавшееся в стычках.
Европейско-американское исследование горной системы началось в 1840-х годах. Зимой 1844 года лейтенант Джон Фримонт вместе со своим спутником Китом Карсоном (англ. Kit Carson) стал первым белым человеком, увидевшим озеро Тахо.
К 1860 году, несмотря на калифорнийскую золотую лихорадку, большая часть Сьерра-Невады оставалась неизведанной. С целью официального обследования гор местная законодательная власть организовала Калифорнийскую геологическую экспедицию. Участники экспедиции Уильям Х. Бруер (William Henry Brewer), Чарльз Ф. Хоффманн (Charles F. Hoffmann), и Кларенс Кинг (Clarence King) обследовали территорию, которая позднее в 1863 году стала Йосемитским национальным парком. В 1864 году они исследовали район каньона Кингс. В 1871 году Кинг ошибочно полагал, что самой высокой точкой Сьерра-Невады была гора Лонгли (англ. Mount Langley), и забрался на её вершину. Но ещё до того, как он собрался подняться на действительно самую высокую точку, гору Уитни, его опередили рыбаки из города Лоун-Пайн и оставили на вершине записку.
В промежутке между 1892 и 1897 годами Теодор Соломонс (Theodore Solomons) стал первым путешественником, попытавшимся составить карту пути через хребет.